# Amiguinha Xuxa
Amiguinha Xuxa é uma canção da cantora e apresentadora de televisão Xuxa Meneghel, contida em seu primeiro álbum de estúdio pela gravadora Som Livre, Xou da Xuxa (1986). Foi composta por Messias Correa e Rogério Endé, com produção de Guto Graça Melo. Trata-se de uma faixa dos gêneros infantil e "batida" pop, tematicamente.
"Amiguinha Xuxa" tornou-se bastante popular entre os fãs de Xuxa, e foi interpretada em uma série de apresentações em seu programa na Rede Globo, o Xou da Xuxa, especialmente por ter sido tema da saída da apresentadora da "nave espacial" que fazia parte do cenário do matinal, a canção pendurou como tema 4 dos 6 anos em que o programa foi ao ar. A versão que tocava na abertura do "Xou" era diferente nos vocais e na mixagem dos arranjos originais do LP.